# Гойен, Ян ван
Ян ван Гойен (нидерл. Jan Josephsz van Goyen [ˈjɑn vɑŋˈɣoːjə(n)], 13 января 1596, Лейден — 27 апреля 1656, Гаага) — голландский живописец, рисовальщик и гравёр, мастер офорта, пейзажист «Золотого века голландской живописи». «Малый голландец», один из создателей так называемого панорамного стиля.
Ван Гойен был необычайно разносторонним художником, оставившим около двенадцати сотен картин и более тысячи рисунков. Он писал лесные, морские и речные виды, зимние пейзажи, городские, архитектурные виды и пейзажи с крестьянами. Список художников, на которых он оказал влияние, гораздо длиннее. Вместе с Саломоном ван Рёйсдалом и Питером де Молином Ян ван Гойен является представителем так называемого «панорамного стиля» голландской пейзажной живописи, сложившегося в конце двадцатых годов XVII века. Композиции картин ван Гойена, отличающиеся напряжёнными диагоналями перспективы, низкая линия горизонта и высокое небо, сдержанность в цвете — почти монохромная палитра поздних произведений художника, «прозрачные дали» просвечивающего сквозь живопись светлого грунта придают его пейзажам особенную глубину и, одновременно, ширь пространства.

## Биография
Ян ван Гойен родился 13 января 1596 года в городе Лейдене, южная Голландия, в семье сапожника Йозефа Янса ван Гойена. Он был одним из четырёх детей и между 1608 и 1615 годами уехал в Хорн (северная Голландия), после того как за короткий период прошёл обучение у трёх художников. В возрасте десяти лет ван Гойен поступил в ученики к лейденскому мастеру Конрату Шильперорту, затем он учился у городского живописца Исаака Класа ван Сваненбурга. Здесь Ян продержался недолго и впоследствии поступил в ученики к малоизвестному лейденскому живописцу по стеклу Яну Аренцу. Но из книги А. Хоубракена «Великий театр нидерландских художников и художниц» (De Groote Schouburgh der Nederlantsche Konstschilders en Schilderessen, 1718—1721) мы узнаём, что Ян объявил отцу: «Только занятия масляной живописью доставляют ему удовлетворение», поэтому отец послал его в Хорн к Виллему Герретцену, «у которого тот около двух лет работал с усердием и прилежанием».
В девятнадцать лет Ян ван Гойен уехал в Лейден, а затем во Францию вместе со своим бывшим учителем. По возвращении в Харлем он учился у пейзажиста Эсайаса ван де Велде в Харлеме. Этот художник стал ключевой фигурой в развитии Яна ван Гойена. Ван Гойен проработал в студии ван де Велде год. А. Н. Бенуа отмечал также важное влияние на молодого художника гравюр Абрахама Блумарта и живописных пейзажей Геркулеса Сегерса.
В 1618 году ван Гойен женился в Лейдене на Аннетье ван Ралст и открыл собственную мастерскую. Тогда же он был принят мастером в лейденскую Гильдию Святого Луки. В 1629 году он познакомился с Яном Порселлисом, который приобрёл продаваемый тогда ван Гойеном дом. Эта встреча не могла пройти бесследно и в дальнейшем, после переезда в Гаагу в 1632 году, Ян ван Гойен стал создавать самые характерные для его творчества «марины» и речные пейзажи. В Гааге он прожил до конца жизни.
В XVII веке в Гааге проживало около 650 художников, только в Амстердаме их было больше, более тысячи. Переехав в Гаагу, Ван Гойен в 1634 году стал гражданином города. В 1638 году возглавил местную Гильдию Святого Луки.
Ян ван Гойен не имел финансового успеха при жизни. Его картины плохо продавались. И он был вынужден, снижая цены отдельных произведений до пяти — десяти гульденов, писать лаконично и быстро, используя ограниченную палитру недорогих пигментов. В 1652 и 1654 годах он был вынужден продать свою коллекцию картин и графики и впоследствии переехать в дом поменьше. Помимо живописи и продажи собственных работ Гойен занимался оценкой и продажей произведений искусства, а также недвижимостью, земельными участками и торговлей тюльпанами, перекупив множество луковиц тюльпанов, но и в этой работе потерпел финансовый крах.
Были и отдельные успехи. В 1651 году по заказу городского совета он написал большую панораму (174 на 460 см): вид Гааги с юго-востока. За это произведение художник получил 650 гульденов, значительную сумму по тем временам. Но богатым он так и не стал и постоянно нуждался в деньгах (2 мая 1653 года он просил вычесть сумму, которую ещё не получил, из его долга перед городским советом).
К 1656 году его долги достигли 18 тысяч гульденов. Он умер в 1656 году в Гааге, всё ещё имея долг в 18 тысяч гульденов, его вдова была вынуждена продать оставшиеся недвижимость, мебель и картины.

## Творчество
Его первая подписанная картина датируется примерно 1618 годом. Затем последовало более тысячи картин и 800 рисунков. Ян ван Гойен специализировался на панорамных пейзажах: видах рек с городами и селениями по берегам, подобно картинам Якоба и Саломона ван Рёйсдала. Е. И. Ротенберг писал о пейзажах ван Гойена: «Горизонт у него очень низкий, небо занимает две трети картины, дали тают в тумане. Такое композиционное решение хорошо передаёт равнинный характер местности. Гойен любит изображать серые, пасмурные дни, когда воздух насыщен влагой, а надувающий паруса ветер гонит низкие облака. Колорит его картин выдержан обычно в единой коричневато-серой тональной гамме».
Ван Гойен много путешествовал по городам Голландии и это также нашло отражение в его пейзажах. Он разработал собственный метод и, отчасти под влиянием Порселлиса, лаконичное трёхплановое цветовое решение картины, отчего специалисты по истории голландской живописи называют такой метод «тональным пейзажем». Обыгрывая тональный контраст светлого высокого неба с облаками и низкого горизонта, художник писал передний план тёмными «земляными» красками (железистыми охрами и умброй) коричневато-серого цвета, средний план делал светлее, зеленоватым, а дальний — совсем светлым, голубым. Кроме того, он покрывал детали переднего плана тёмными коричневатыми штрихами, подчёркивая такой текстурой его материальность, а сквозь прозрачные краски дальнего плана (с большим количеством связующих масел) просвечивал светлый грунт, придавая этому плану особенную воздушность. А. Н. Бенуа к тому же отметил в связи с эрмитажной картиной ван Гойена «Берег в Схевенингене»:

 Красиво писали облака венецианцы и фламандцы, но рядом с облаками Гойена их небеса покажутся грузными, «каменными». Кажется, действительно вся эта рыхлая, пропитанная светом и влагой масса несётся, развевается. Вот выглянул тусклый кусочек неба, вот сейчас он снова скроется за подвижными громадами. И как высоко до неба! Сколько простора. Дышится легко, бодряще. Внизу далеко светлеет серая равнина воды и с ней сливается плоская, жёлтая равнина прибрежного песка. 
Ян ван Гойен разработал различные жанровые разновидности пейзажных картин, такие как виды на дюны, виды на город, виды на речной берег и виды на устья рек с кораблями, как в хорошую, так и в плохую погоду. Поздние произведения ван Гойена, подчёркивая ограниченность и лаконизм его цветовой палитры, выработанных художником ради передачи глубокого свето-воздушного пространства, специалисты относят к «системе единой тональности».
Сотрудник санкт-петербургского Эрмитажа, в котором хранятся тринадцать пейзажей ван Гойена, Ю. И. Кузнецов, подчёркивал, что «картины художника, несмотря на обыденность мотива, а вернее, именно благодаря ему, открывают новый этап в пейзажной живописи» и «приёмы тонального колорита создают ощущение единой световоздушной среды». Однако в его картинах есть всё, кроме солнечного света, поскольку «в рамках тональной живописи его передать и невозможно, так как и тени и света́ писались при этом в одинаково холодных тонах, а основной закон эффекта солнечного освещения состоит в контрасте тёплых светов и холодных теней».
Считается также, что благодаря его творчеству окончательно сформировался и утвердился живописный стиль национального пейзажа Голландии.
Ян ван Гойен оказал значительное влияние на пейзажистов своего века, оставив после себя множество подражателей. По данным Нидерландского института истории искусств, он оказал влияние на Корнелиса де Би, Яна Келенбье, Корнелиса ван Нурда, Авраама Сюзанье, Германа Сафтлевена, Питера Янса ван Аша, Абрахама ван Бейерена, Ваутера Кнейфа. У Гойена, возможно, учился живописи Ян Стен, женившийся на его дочери.

## Галерея

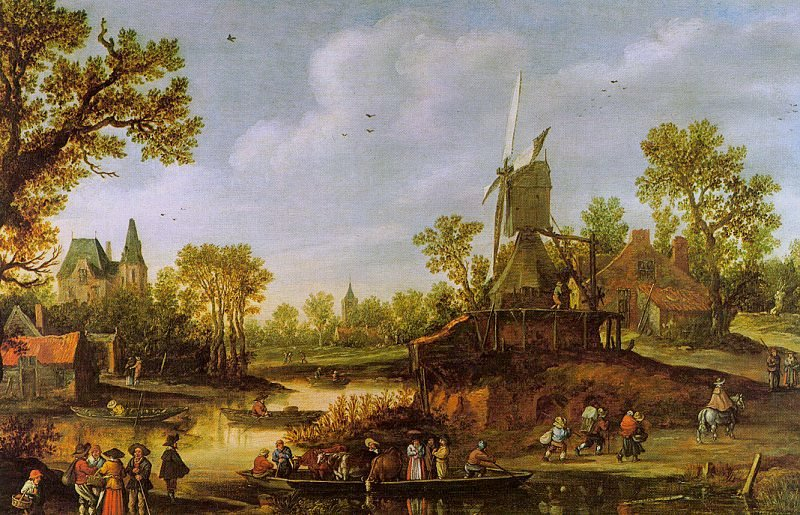
Речной пейзаж c паромом. 1625. Дерево, масло. Собрание Фонда Эмиля Бюрле, Цюрих
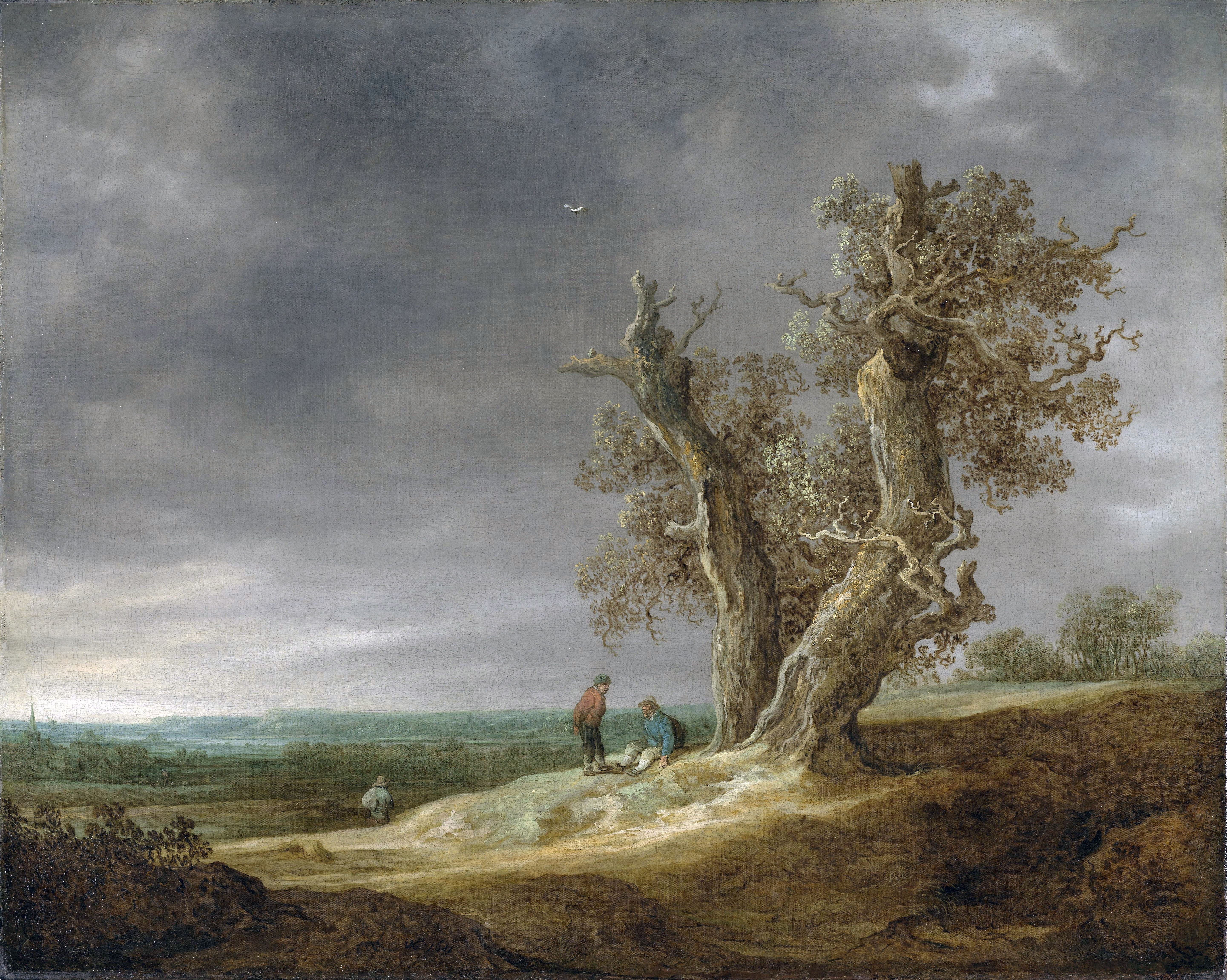
Пейзаж с двумя дубами. 1641. Холст, масло. Рейксмюсеум, Амстердам
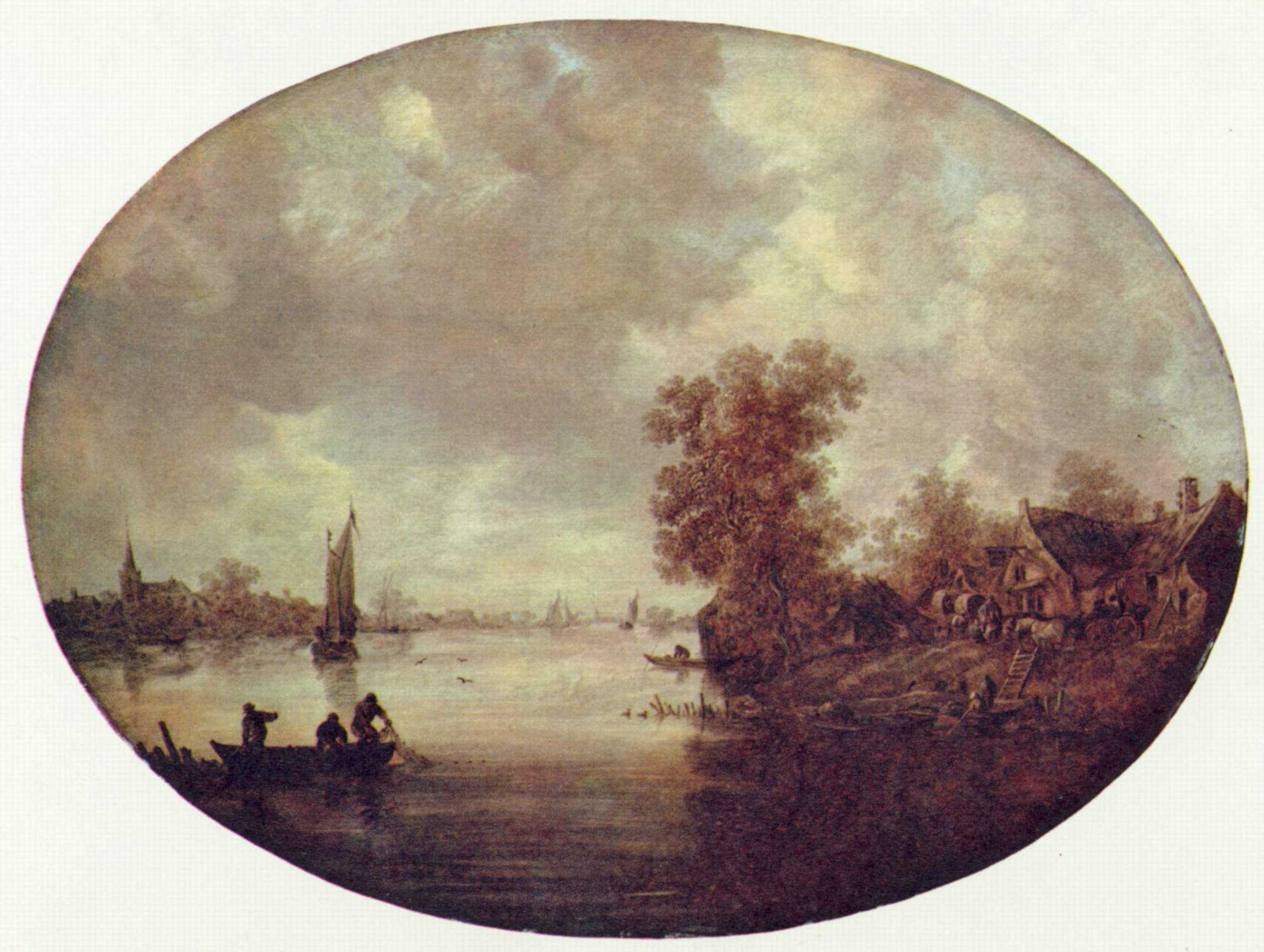
Лето на реке. 1643. Дерево, масло. Галерея старых мастеров, Дрезден
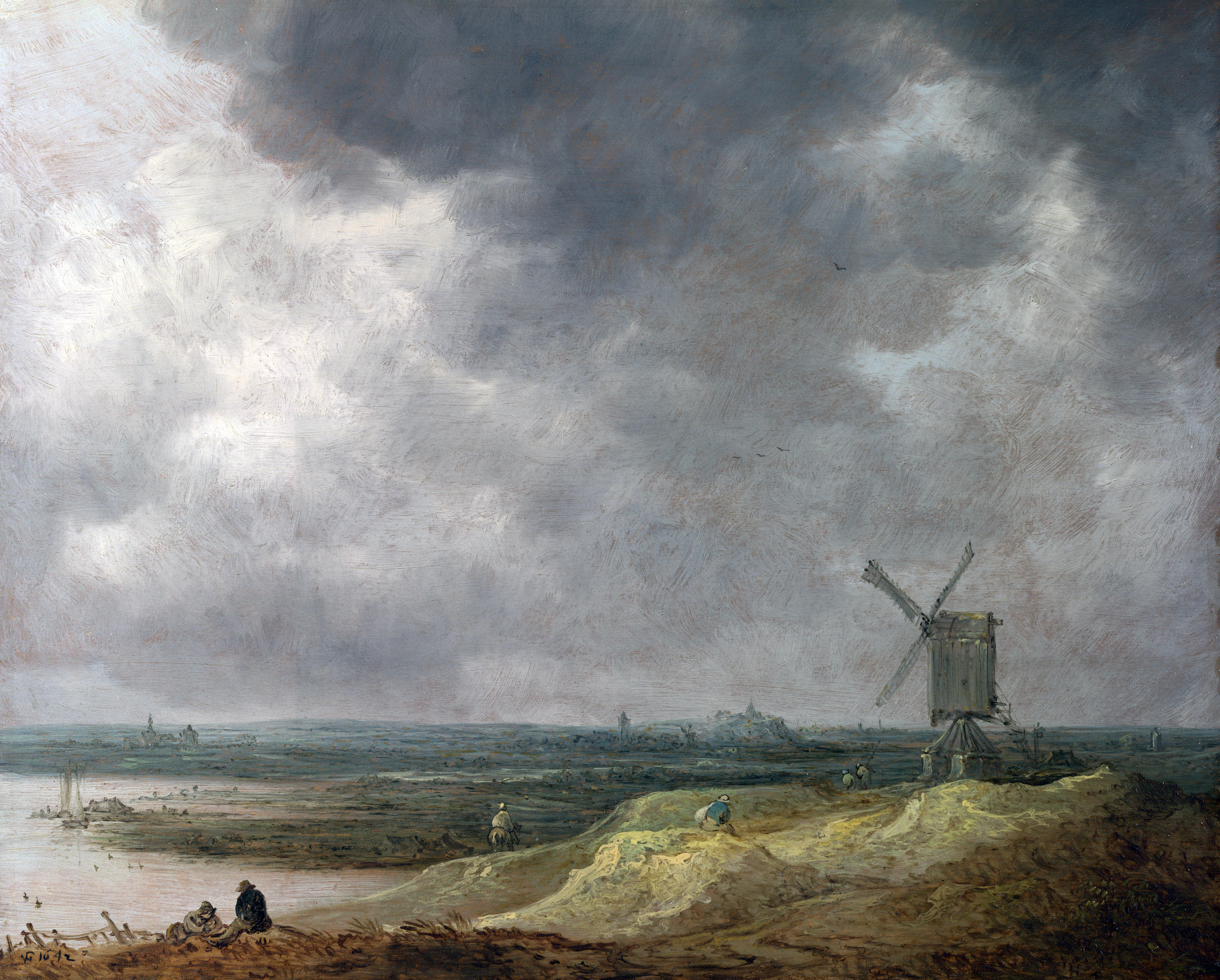
Мельница на реке. 1642. Дерево, масло. Национальная галерея, Лондон
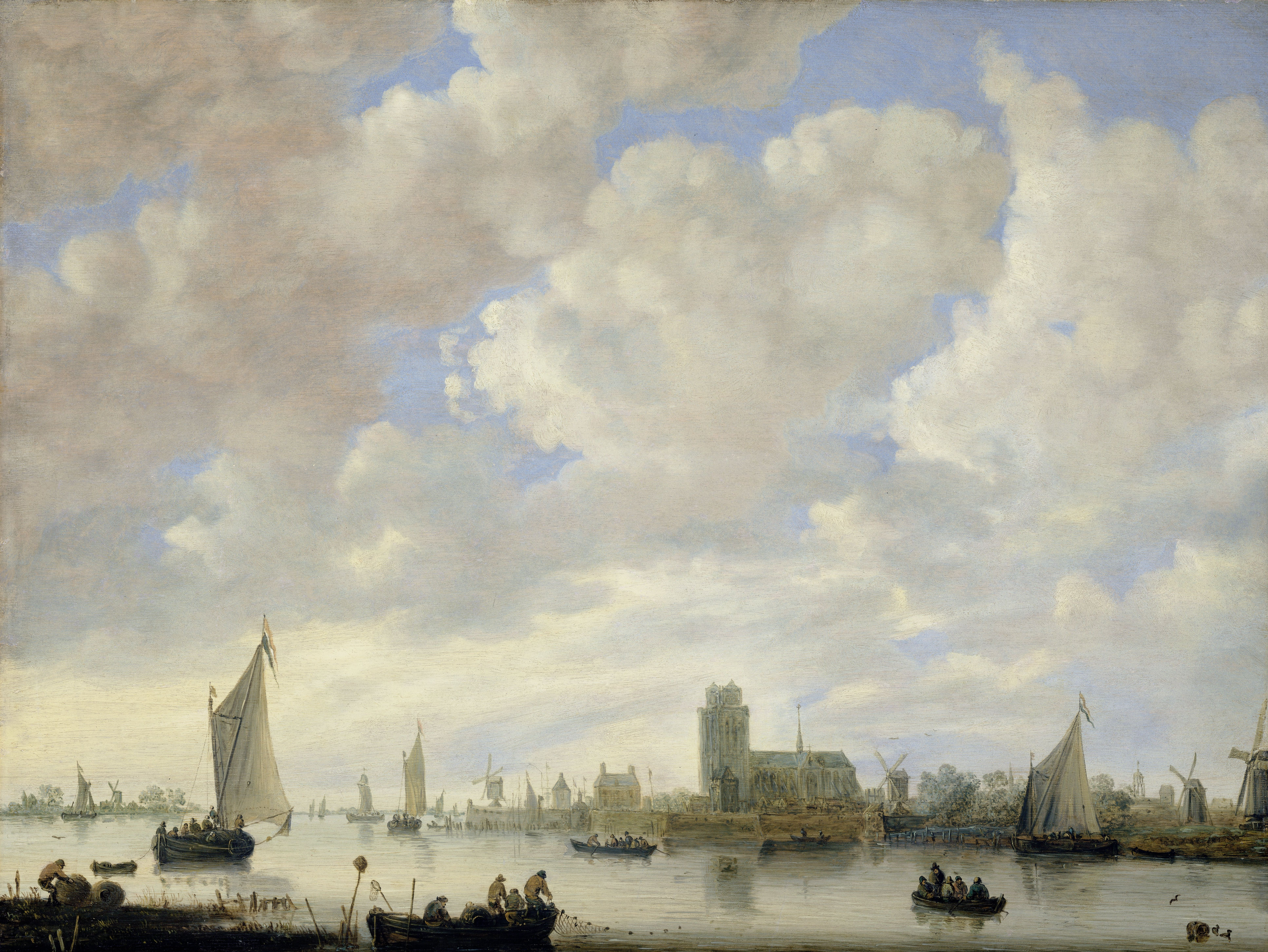
Вид на Мерведе под Дордрехтом. Ок. 1660. Дерево, масло. Рейксмюсеум, Амстердам
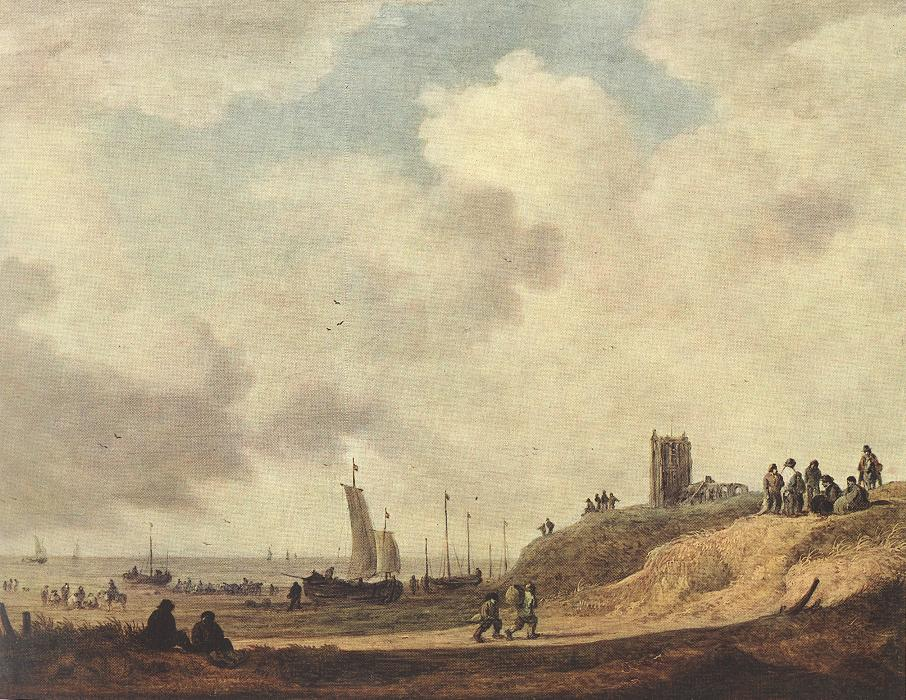
Берег в Схевенингене. 1645. Холст, масло. Государственный Эрмитаж, Санкт-Петербург
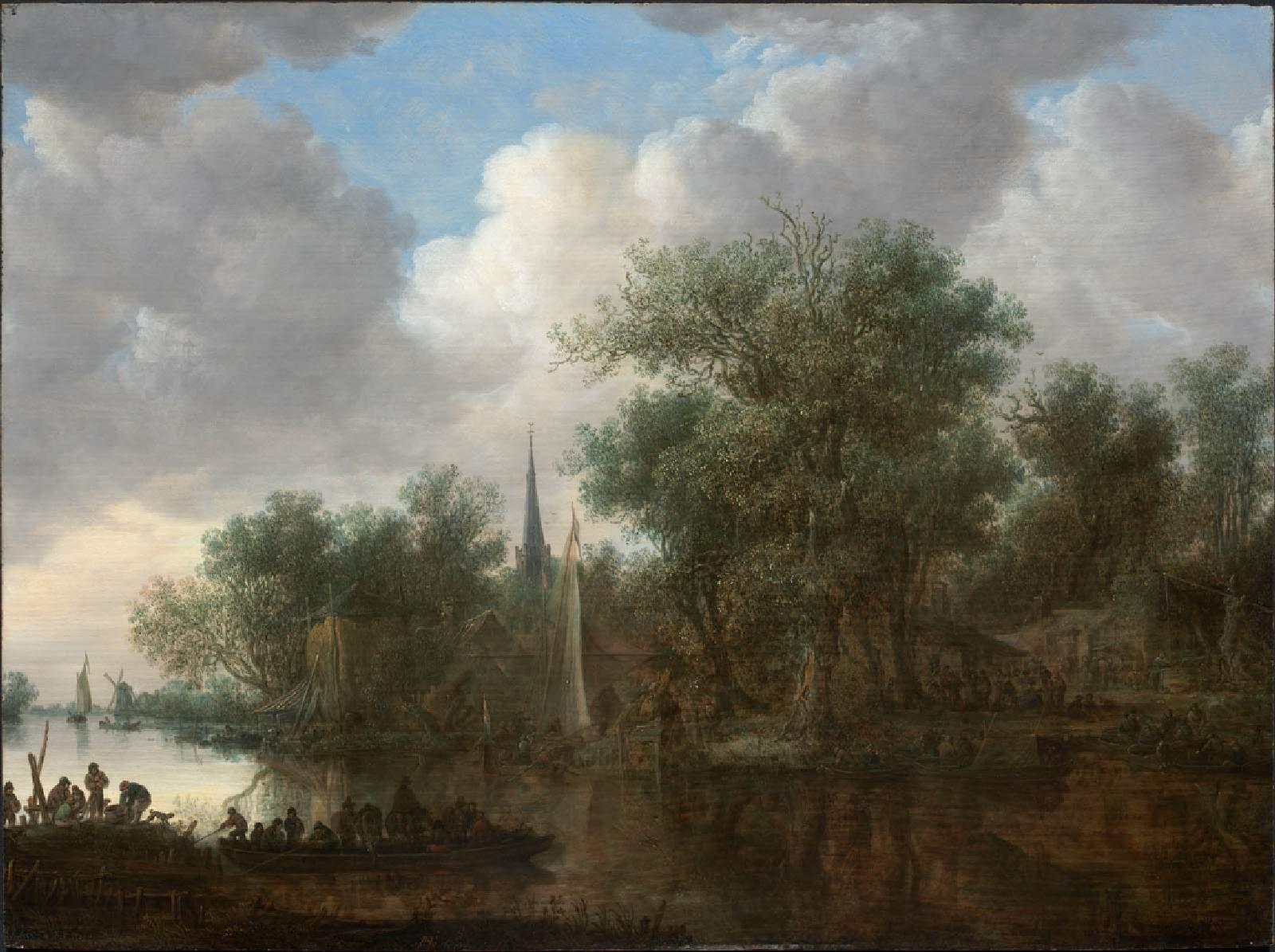
Речной пейзаж с лодками и домом на берегу. 1648. Дерево, масло. Музей изящных искусств, Бостон
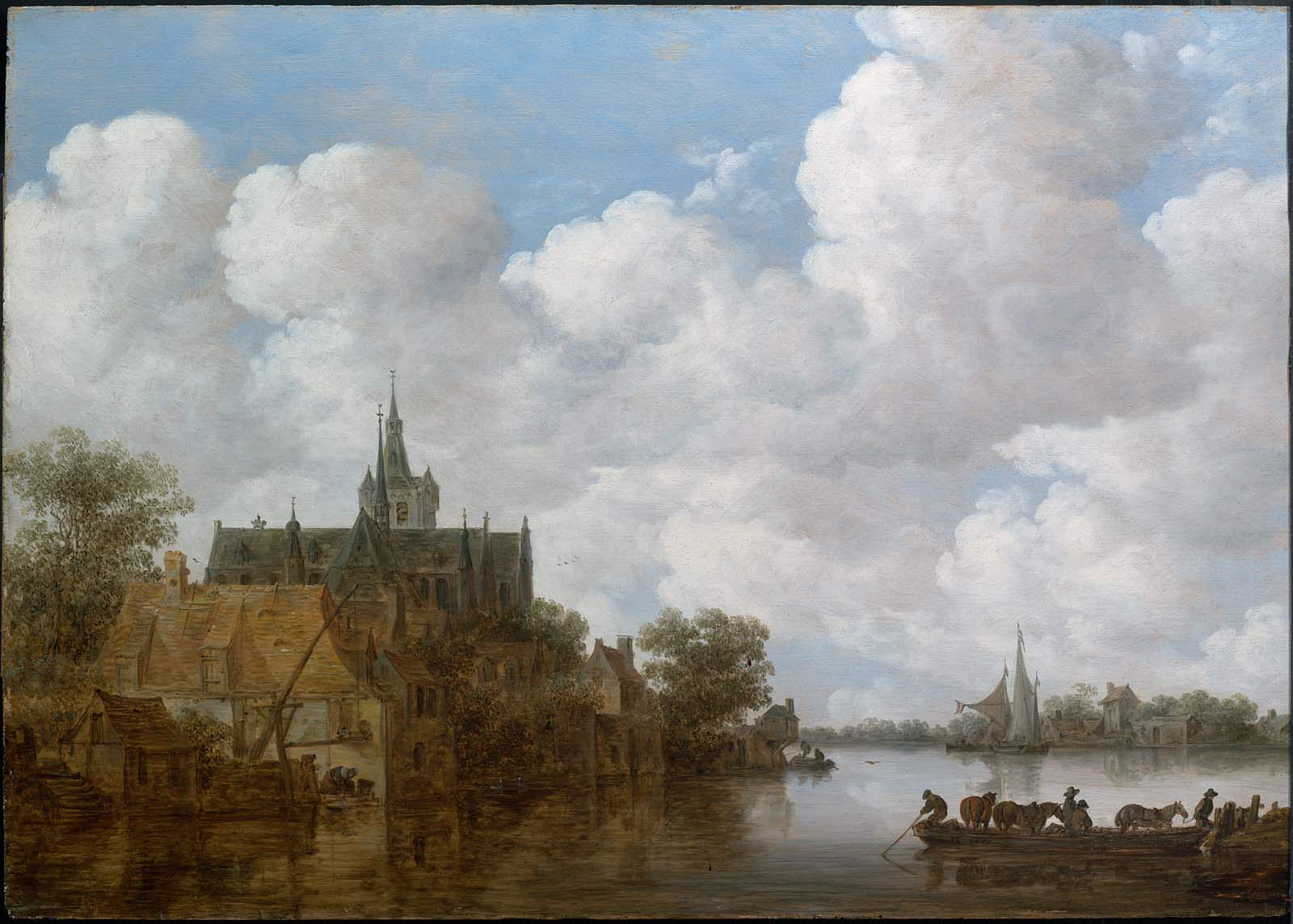
Речной пейзаж с паромом и церковью. Ок. 1656. Дерево, масло. Музей изящных искусств, Бостон
Вид на Арнем. 1646. Холст, масло. Государственный музей искусств, Копенгаген
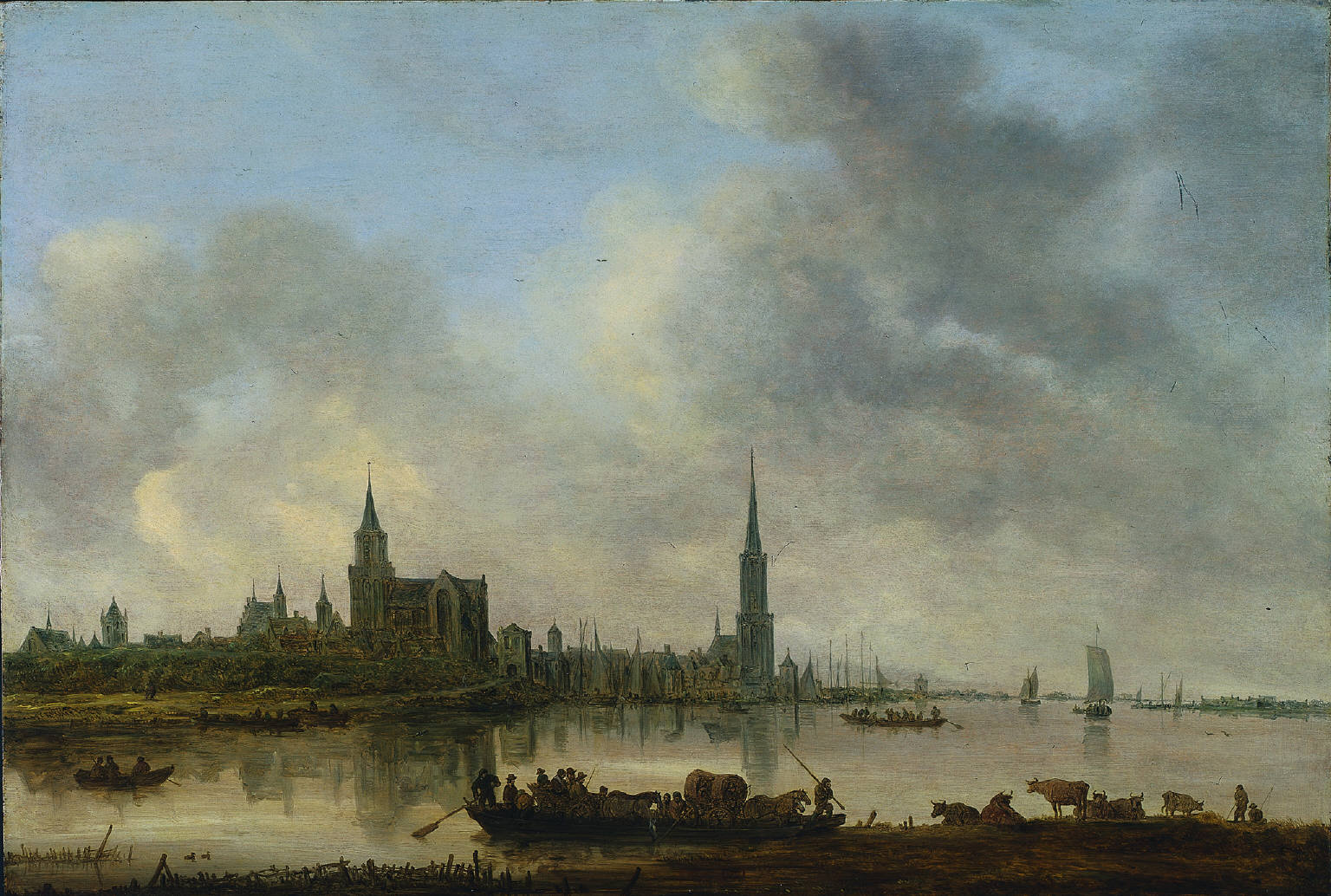
Вид на Эммерих. 1645. Холст, масло. Музей искусств. Кливленд, США
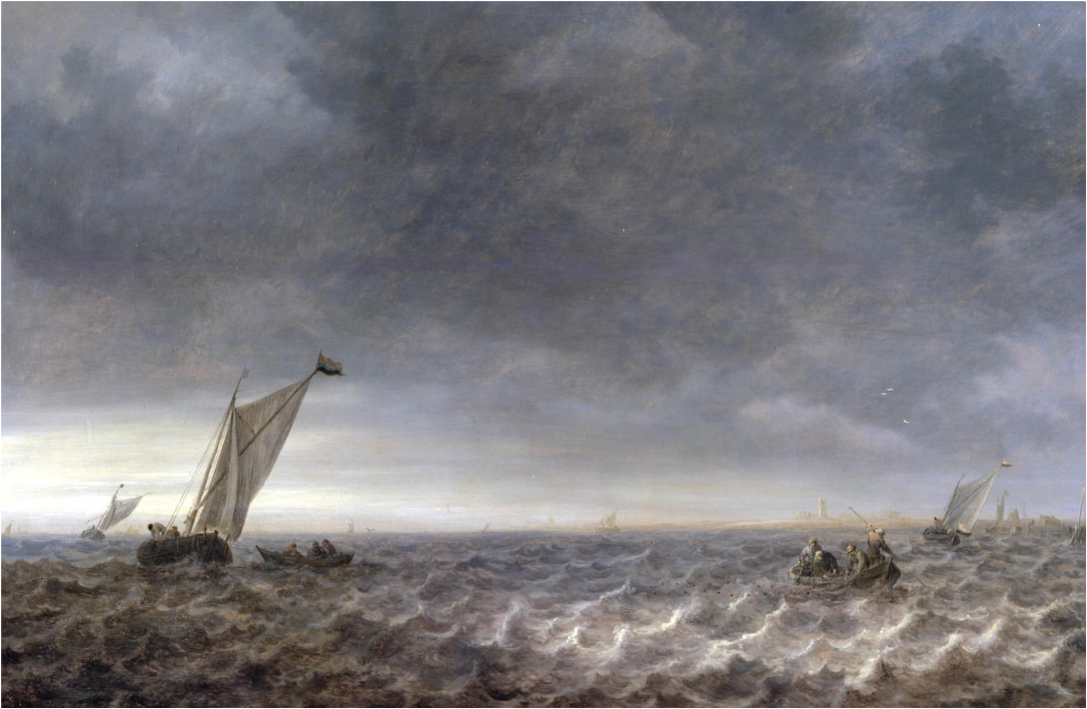
Парусные и гребные лодки в устье реки. 1640. Дерево, масло. Рейксмюсеум, Амстердам
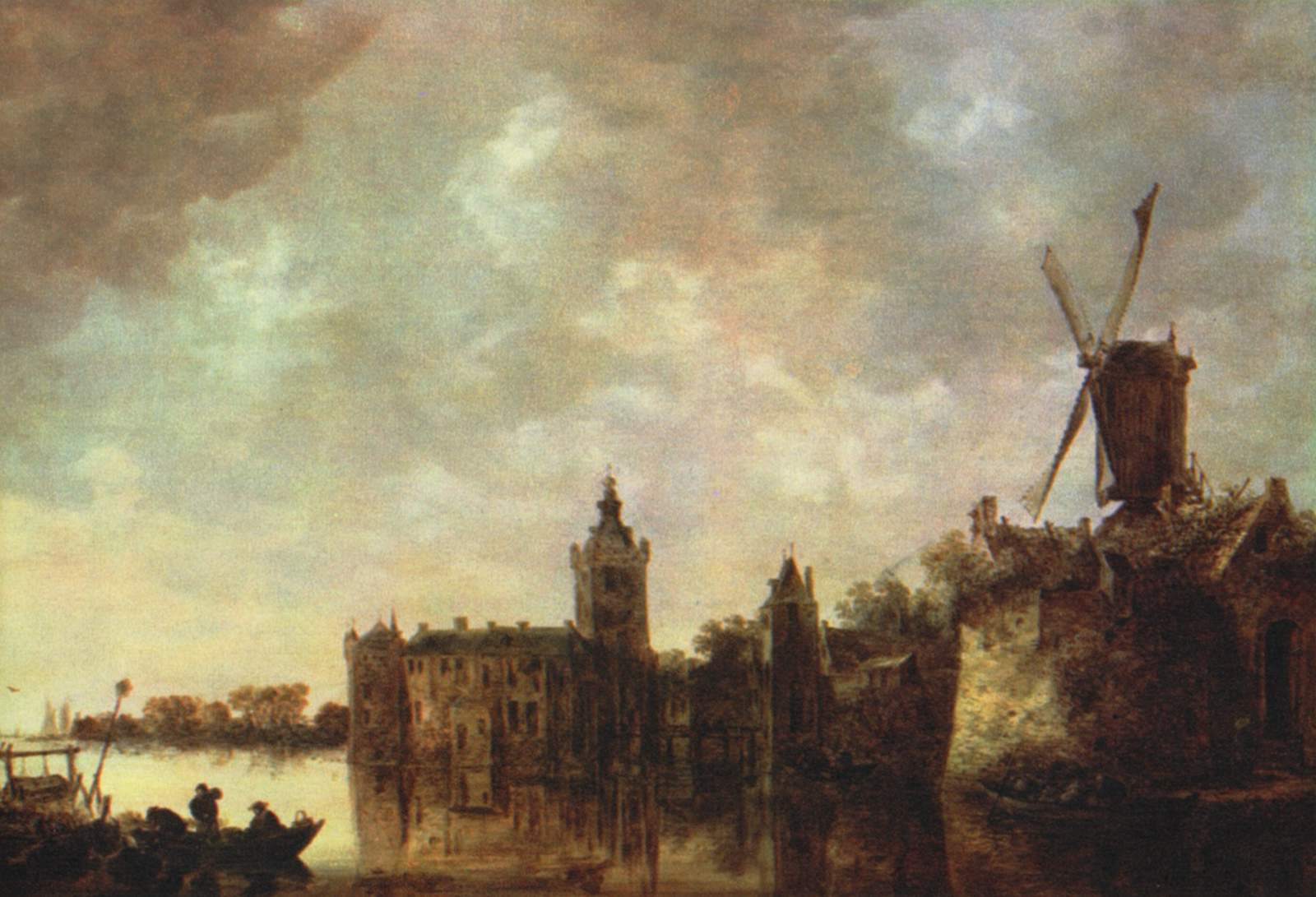
Замок Монтфорт. 1645. Дерево, масло. Музей Тиссена-Борнемисы, Мадрид
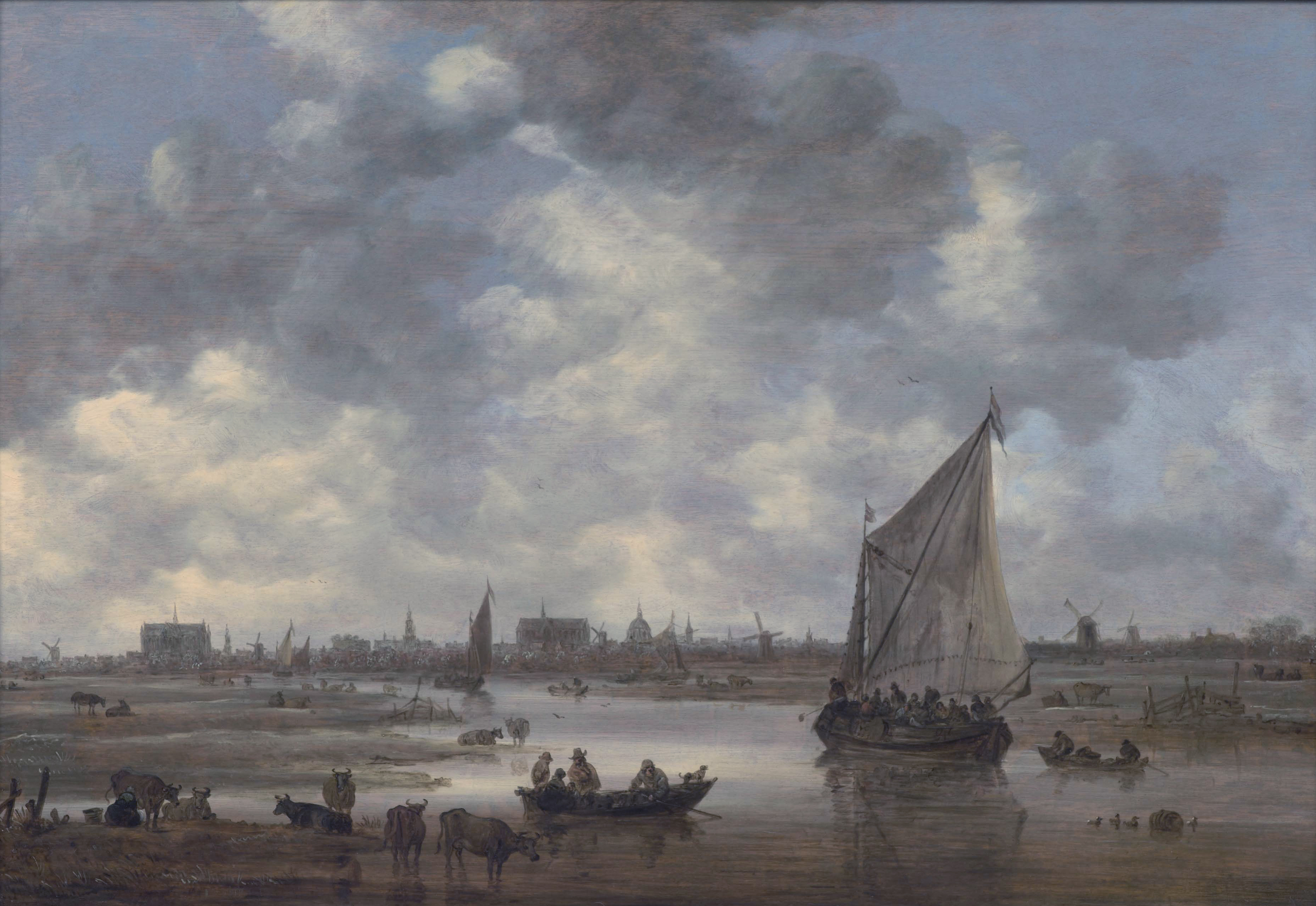
Вид на Лейден с северо-востока. 1650. Холст, масло. Исторический музей, Амстердам
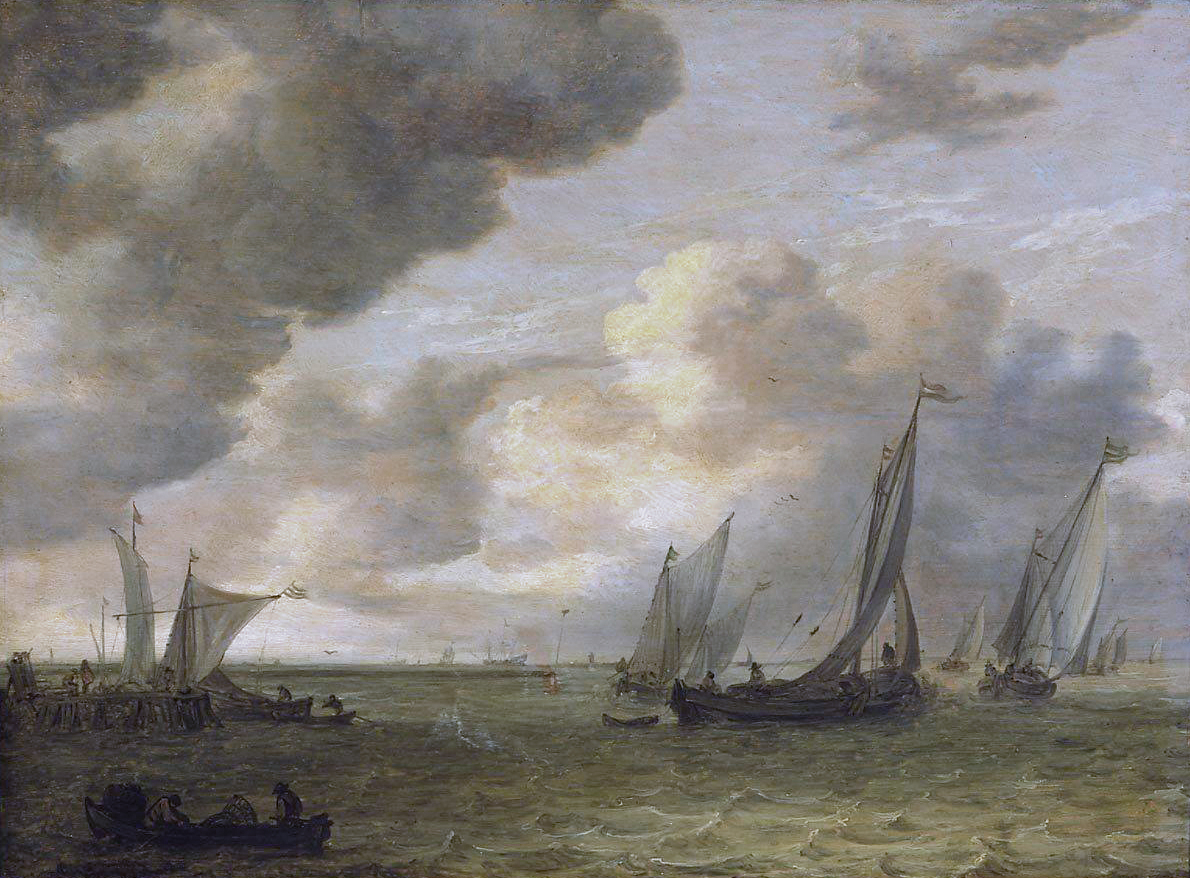
Устье с парусными лодками. 1655. Дерево, масло. Маурицхёйс, Гаага
Харлемское море. 1656. Дерево, масло.Штеделевский институт искусств, Франкфурт-на-Майне